# Rhipidarctia strenua
Rhipidarctia strenua là một loài bướm đêm thuộc phân họ Arctiinae, họ Erebidae.